# Pessac-sur-Dordogne
Pessac-sur-Dordogne è un comune francese di 481 abitanti situato nel dipartimento della Gironda nella regione della Nuova Aquitania.